# Salisbury (Massachusetts)
Salisbury is een plaats (town) in Essex County, Massachusetts, Verenigde Staten. In 2000 had de plaats een inwonertal van 7827 en waren er 3082 huishoudens. Salisbury is gelegen aan de Atlantische Oceaan ten noorden van Boston op de grens met New Hampshire.